# Frank Pooe
Frank Pooe (* 2. Dezember 1974) ist ein ehemaliger südafrikanischer Marathonläufer.
1993 wurde er bei den Halbmarathon-Weltmeisterschaften in Brüssel Vierter im Juniorenrennen und gewann mit der südafrikanischen Mannschaft Gold. Bei den Halbmarathon-WM 1994 in Oslo kam er auf den 76. Platz.
1998 wurde er Südafrikanischer Marathonmeister, Vierter bei den nationalen Meisterschaften im Halbmarathon und Fünfter beim Marathon der Commonwealth Games in Kuala Lumpur. 1999 verteidigte er seinen nationalen Marathontitel, wurde Dritter beim Boston-Marathon und gewann Bronze bei den Panafrikanischen Spielen in Johannesburg.
2001 kam er bei den nationalen Marathonmeisterschaften auf den siebten und beim Peking-Marathon auf den 16. Platz. 2002 wurde er Elfter in Peking.

## Bestzeiten
- Halbmarathon: 1:01:17 h, 9. August 1998, Durban
- Marathon: 2:11:37 h, 19. April 1999, Boston